# Portret van Christian Leibbrandt
Portret van Christian Leibbrandt is een vroeg schilderij van De Stijl-voorman Theo van Doesburg. Het werk is in het bezit van C.C. Leibbrandt in Nijmegen.
Op de achterzijde van het werk staat geschreven: 'portret studie; Chr Leibbrandt; atelier; J v Lennep str: 107; Teo van Doesburg; omstreeks 1906'. Dit is er later, vermoedelijk door de geportretteerde zelf, opgezet. De geportretteerde, de amateurschilder Christian Leibbrandt, was van 1906 tot 1915 goed bevriend met Theo van Doesburg. Van Doesburg heeft ook minstens twee tekeningen van een slapende Leibbrandt gemaakt, beide vermoedelijk uit 1909.
Van Doesburg heeft het werk ergens in of na 1906 aan Christian Leibbrandt gegeven of verkocht. Het werk is tegenwoordig in het bezit van Leibbrandts kleinzoon, dhr. C.C. Leibbrandt uit Nijmegen, die het in 1994 erfde van zijn vader.